# Peggy Beer
Peggy Beer (Berlijn, 15 september 1969) is een atleet uit Duitsland.
Ze is de dochter van Klaus Beer, die bij het verspringen op de Olympische Spelen van Mexico in 1968 een zilveren medaille won. Haar moeder, Sigrid Beer-Albert nam deel uit van de Oost-Duitse atletiekselectie, en liep de 100 meter in 11,6 seconden. Haar broer Ron Beer sprong uiteindelijk zijn vader voorbij, en werd in 1983 Europees kampioen bij de junioren.
In 1990 won Beer de zevenkamp op de Décastar.
Op de Olympische Zomerspelen van Barcelona in 1992 nam Peggy Beer voor Duitsland deel aan de zevenkamp, waarbij ze zesde werd met 6.434 punten.
Op de Olympische Zomerspelen van Atlanta in 1996 werd ze dertiende op de zevenkamp met 6.234 punten.
- World Athletics: 14277021